# Martin-Pierre Gauthier
Martin-Pierre Gauthier (Troyes, 9 gennaio 1790 – Parigi, 19 maggio 1855) è stato un architetto francese.
Allievo di Charles Percier, ottenne il Prix de Rome nel 1810 con un progetto per una Borsa per una città marittima (Bourse pour une ville marittime).
Al suo ritorno a Parigi divenne architetto degli ospizi parigini e del Louvre di Napoleone. Insegnò all'École polytechnique; fu membro dell'Académie des Beaux-Artes dal 1842 e fu decorato con la Legion d'Honneur nel 1844.
Gauthier progettò e costruì a Parigi, oltre a Troyes, la sua città natale. 
A Troyes fu protagonista di una vicenda giudiziaria che gli fu fatale: fu incaricato del progetto dell'Ospizio di San Nicola, a seguito di precedenti incarichi svolti con successo; successivamente l'impresa fu coinvolta in uno scandalo giudiziario relativo a frodi e l'architetto, pur non avendo l'incarico di direzione dei lavori, fu condannato al pagamento di 200.000 franchi; essendo insolvente fu incarcerato a Clichy. Sebbene Napoleone III promise di estinguere il debito, l'architetto non beneficiò della grazia in quanto morì in carcere, all'età di 65 anni.

## Opere Principali
- 1836 Hospice de la Reconnaissance, Garches : 1836.
- 1837 Silos granario, Troyes, 1837.
- 1846-54 Lebrosario a Parigi
- 1844 Ospizio di San Nicola, Troyes

## Les plus beaux édifices de la ville de Gênes…
Il Gauthier è noto in Italia per aver pubblicato il più ampio "corpus" di disegni, costituito da piante, prospetti e prospettive, su Genova.
Le tavole furono pubblicate nei due seguenti volumi a stampa, di grandi dimensioni, che furono edite in tempi diversi:
- M.P. Gauthier, Les plus beaux édifices de la ville de Gênes et de ses environs, Parigi, P. Didot, 1818.
- M.P. Gauthier, Les plus beaux édifices de la ville de Gênes et de ses environs. Deuxieme Partie, Parigi,  P. Didot, 1832.

Il primo volume contiene 107 litografie (101 numerate più  6 tavole non numerate), il secondo volume contiene 71 litografie, in totale il corpus conta quindi 178 incisioni. Alcune di queste tavole sono state pubblicate ripetutamente su vari testi, altre rimangono non più riedite.